# Războaiele romano-etrusce

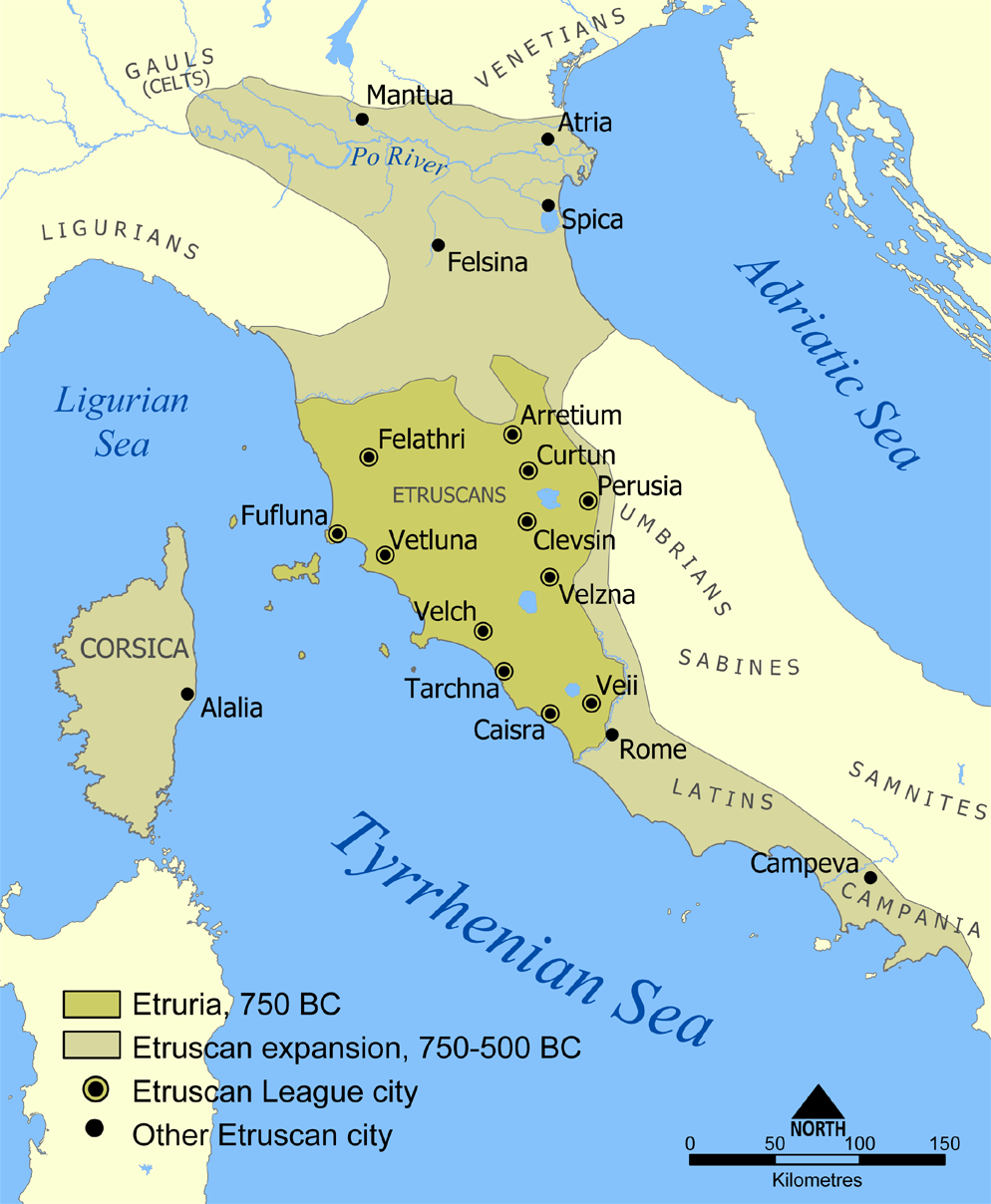
Etruscii și Roma în perioada 750-500 î.Hr.

Războaiele romano-etrusce au fost o serie de lupte între Roma antică (Regatul roman și Republica romană) și etrusci, în perioada timpurie a istoriei romane.  

## Înainte de  fondarea Romei
Potrivit mitului fondator roman, așa cum a fost retransmise de către Titus Livius, etruscii, conduși de regele Mezentius, aliat cu regele Turnus al rutulilor, i-au atacat pe latinii și pe troienii exilați, conduși de Latinus și Aeneas. Latinii și troienii au fost victorioși, iar Turnus a fost ucis în luptă. Pacea a fost încheiată stabilindu-se ca râul Tibru să fie granița comună dintre etrusci și latini.

## Războiul lui Romulus cu Fidenae și Veii
În secolul al VIII-lea î.Hr., în timpul domniei primului rege al Romei, Romulus, Fidenates (un popor etrusc) a decis să distrugă Roma, care era o viitoare amenințare, și a început să jefuiască teritoriul său. Romulus a mărșăluit contra Fidenae și a făcut tăbăra la circa un kilometru de această populație. După ce a organizat o ambuscadă în tufișuri, a adus restul armatei la porțile cetății Fidenae pentru a provoca ieșirea trupelor din oraș. Fidenates, observând aspectul dezorganizat intenționat al trupelor romane, cad în capcană. Trupele lui Romulus au intrat prin porțile orașului care nu au mai putut fi închise și au cucerit orașul.  

## Concluzii
Subjugarea romană a Etruriei s-a terminat în anul 264 î.Hr.
Romanii au ieșit victorioși din aceste conflicte, iar etruscii au fost asimilați de cultura romană, în timp ce Roma a devenit o superputere mediteraneană.